# Gorges d'Enval

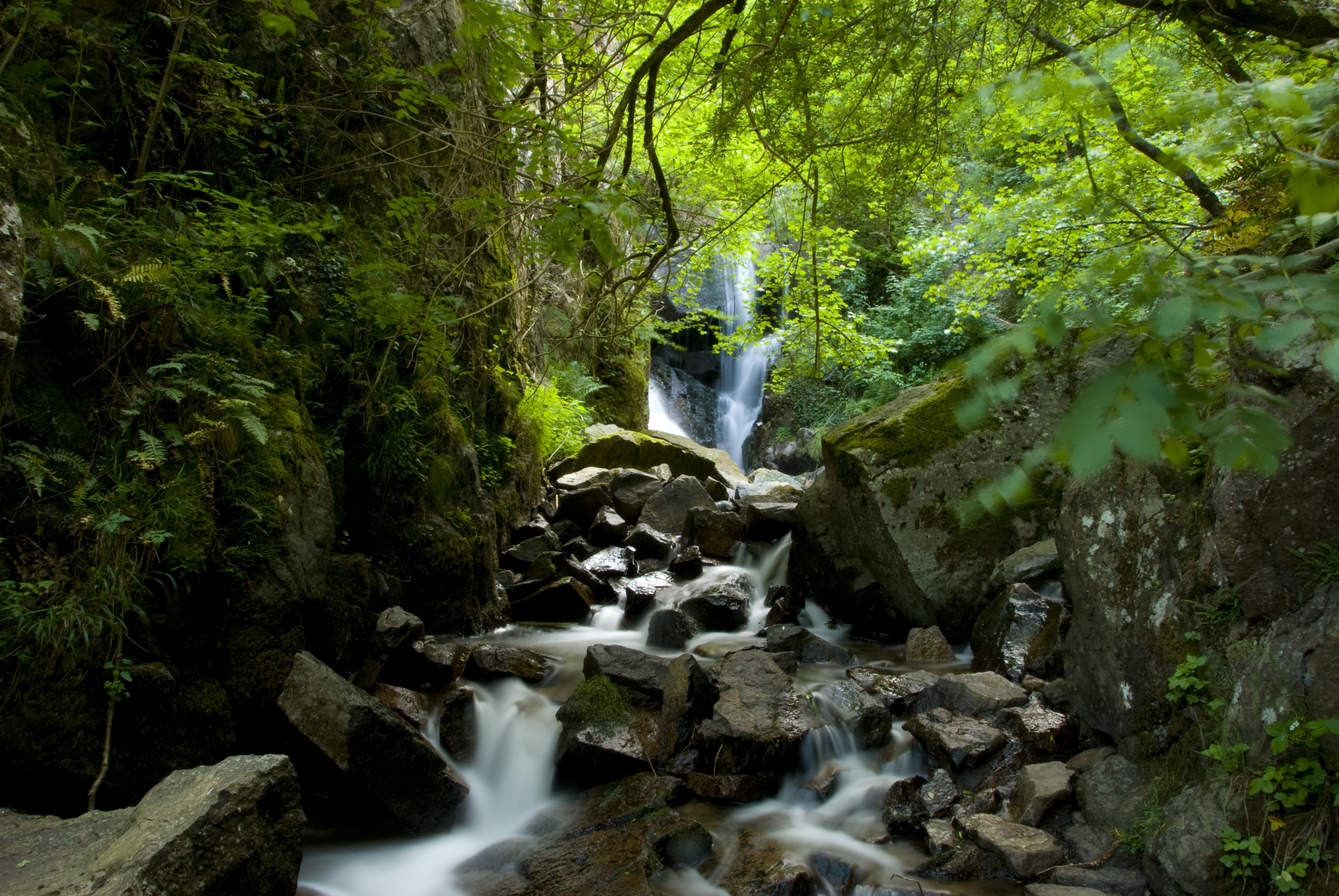
L'Ambène dans les gorges d'Enval

Les gorges d'Enval sont un site naturel classé zone naturelle d'intérêt écologique, faunistique et floristique (ZNIEFF) situé dans le Puy-de-Dôme à proximité de Riom. Elles sont traversées par le ruisseau de l'Ambène et débouchent à Enval.

## Le souvenir de Maupassant
Guy de Maupassant aimait séjourner à Enval lors de ses cures thermales à Châtel-Guyon (1883, 1885, 1886). Il demeurait dans une maison de brique à pans de bois encore visible près de la sortie des gorges. Il décrit ce site pittoresque dans Mont-Oriol (1887) :

« [Les curistes] venaient là une cinquantaine, attirés surtout par la beauté du pays, par le charme de ce petit village noyé sous des arbres énormes dont les troncs tortus semblaient aussi gros que les maisons,et par la réputation des gorges, de ce bout de vallon étrange, ouvert sur la grande plaine d’Auvergne, et finissant dans une crevasse sauvage et superbe, pleine de rocs éboulés ou menaçants, où coule un ruisseau qui cascade sur les pierres géantes et forme un petit lac devant chacune. [...] Tous les environs étaient pittoresques, remplis de sites grandioses ou de paysage d'une gracieuse intimité. Toutes les promenades les plus proches possédaient un remarquable cachet d'originalité propre à frapper l'esprit des artistes et des touristes. »

## Tourisme
L'Association pour l'aménagement des gorges d'Enval (APAGE), fondée en 1994, a créé pour la visite des gorges un sentier d'une longueur de 5 km qui permet d'accéder à la cascade du Bout du monde. Une table d'orientation domine le village d'Enval et la plaine de Limagne, et au loin les monts de la Madeleine et du Forez. Les gorges sont illuminées jusqu'à minuit en été et pendant les périodes de fêtes. L'APAGE a également contribué à la remise en eau de la source Marie à Enval en 1999.